# Kugle
 Denne artikel omhandler den geometriske form. Opslagsordet har også en anden betydning, se Patron (ammunition).
En kugle er en rumgeometrisk figur. Der er mange eksempler på omtrent kugleformede elementer; billardkugle, planeten Jorden (som dog er lidt fladtrykt pga. rotationen), Solen og kuglerne i et kugleleje.
Kugleoverfladen eller kugleperiferien har uendelig mange sammenhængende punkter, som ligger i samme afstand fra et bestemt punkt kaldet centrum. Eksempler på omtrentlige kugleskaller; bordtennisbold, sæbeboble, fodbold, basketballbold, håndbold.
En kugles størrelse angives af dens radius r, som netop er afstanden mellem centrum og dens overflade. Afstanden fra et punkt på overfladen gennem centrum til et andet punkt på overfladen kaldes diameteren og har længden to gange radius.

## Matematisk beskrivelse af kuglen
Ud fra ovenstående oplysninger kan man matematisk vise kuglens ligning.
Kugleoverfladen er i tre dimensioner:
{\displaystyle K=\{P\mid \|{\vec {CP}}\|=r\}}
Dette skal forstås, således at kugleoverfladen kan beskrives som en punktmængde K. Denne punktmængde er defineret ved længden af en vektor {\displaystyle {\vec {CP}}}, som altså udgør radius {\displaystyle r} i kuglen. Punktet C udgør altså centrum i kuglen, alt imens at P, er et såkaldt løbende punkt.
Vi kan endvidere tildele hver af de to punkter et koordinatsæt, som til sidst skal munde ud i kuglens ligning:
Kuglens centrum beskriver vi ved følgende tre koordinater i rummet: {\displaystyle C=(a,b,c)}
Samtidig beskriver vi det løbende punkt ved følgende koordinatsæt: {\displaystyle P=(x,y,z)}
Vi kan nu sammenfatte det til en vektor, som lyder således:
{\displaystyle {\vec {CP}}=(x-a,y-b,z-c)}
Ifølge reglerne omkring prikprodukt kan følgende omskrivning foretages:
{\displaystyle |{\vec {CP}}|^{2}=(x-a)^{2}+(y-b)^{2}+(z-c)^{2}=r^{2}}
Hvilket er kugleoverfladens ligning.
Kuglens ligning er derfor mængden af de punkter (x,y,z) som opfylder:
{\displaystyle r^{2}{\geq }(x-a)^{2}+(y-b)^{2}+(z-c)^{2}}
Kuglens overfladeareal:
{\displaystyle A=4\pi r^{2}\,}
Som følge heraf vil overfladearealet blive fire gange så stort, når radius fordobles.
Kuglens rumfang:
{\displaystyle V={\frac {4}{3}}\pi r^{3}.}
Som følge heraf vil rumfanget blive otte gange så stort, når radius fordobles.
Radius kan findes fra rumfanget ved ligningen: 
{\displaystyle r=\left(V{\frac {3}{4\pi }}\right)^{\frac {1}{3}}.}
Kugleskal:
Rumfanget mellem 2 kugleoverflader med hver deres radius, men med fælles centrum.